# Guilherme de Almeida Prado
Guilherme de Almeida Prado (Ribeirão Preto, 6 de novembro de 1954) é um diretor de cinema brasileiro.
Filho de uma família tradicional da região de Ribeirão Preto, formou-se em engenharia civil pela Universidade Presbiteriana Mackenzie enquanto paralelamente fazia filmes na bitola Super 8. Atuou também como assistente de direção em filmes eróticos ou pornochanchadas de David Cardoso e Ody Fraga, entre outros, na chamada "boca do lixo" paulista.
Em 1981 realizou As taras de todos nós, filme em episódios que lhe garantiu uma menção honrosa da Associação Paulista dos Críticos de Arte. Em seguida, fundou a produtora Star Filmes e realizou seu primeiro longa-metragem, Flor do desejo (1984), que trata da relação entre um jovem marginal (Caíque Ferreira) e uma prostituta (Imara Reis) na zona de prostituição do porto de Santos (SP).
A partir de seu segundo filme, A dama do cine Shanghai (1988), premiado em Gramado, Guilherme de Almeida Prado passa a realizar um cinema autorreferencial, baseado em ícones do cinema e atmosferas do cinema dos anos 40 e 50, especialmente dos filmes B e do film noir de Hollywood e do melodrama mexicano com tons kitsch, presente em seus filmes seguintes, Perfume de gardênia (1992) e A hora mágica (1998, baseado no conto Cambio de luces, de Julio Cortázar), estes últimos realizados com grande dificuldade, dada a crise que se abateu sobre o cinema brasileiro a partir da posse do presidente Fernando Collor de Mello e a extinção, pelo mesmo, dos órgãos de fomento e fiscalização do cinema. Uma exceção a esta regra estilística é o curta-metragem Glaura, que dirigiu em 1995, originalmente concebido como parte de um filme em episódios, Felicidade é..., mas que acabou ficando de fora.
Em 2002, seu roteiro Onde andará Dulce Veiga?- baseado no romance de Caio Fernando Abreu, que era grande amigo do diretor, foi selecionado para o VI Laboratório de Roteiros Sudance no Brasil. Isso alavancou sua filmagem em 2005. Onde andará Dulce Veiga? foi lançado no Festival do Rio de 2007.

## Quadrinhos
Em 1991, teve sua primeira e até agora única experiência como roteirista de uma história em quadrinhos. O álbum Samsara (Editora Globo), desenhado pelo argentino Hector Gómez Alisio (também autor do storyboard do filme A Dama do Cine Shangai), valeu ao cineasta o Troféu HQ Mix de melhor roteirista nacional.

## Filmografia
- 2023 - Odradek[3]
- 2019 - A palavra
- 2007 - Onde Andará Dulce Veiga?
- 1998 - A Hora Mágica
- 1997 - Glaura
- 1992 - Perfume de Gardênia
- 1987 - A Dama do Cine Shanghai
- 1983 - Flor do Desejo
- 1981 - As Taras de Todos Nós